# باکاری دیاکیت
باکاری دیاکیت (انگلیسی: Bakary Diakité؛ زادهٔ ۹ نوامبر ۱۹۸۰) بازیکن فوتبال اهل آلمان است.
از باشگاه‌هایی که در آن بازی کرده‌است می‌توان به باشگاه فوتبال اف‌اس‌وی فرانکفورت، باشگاه فوتبال گسترش فولاد تبریز، باشگاه فوتبال فولاد خوزستان، باشگاه فوتبال بوخوم، باشگاه فوتبال ماینتس ۰۵، باشگاه فوتبال دی گرافشاپ، باشگاه فوتبال آینتراخت فرانکفورت، باشگاه فوتبال نیس، و باشگاه فوتبال وهن ویسبادن اشاره کرد.
وی همچنین در تیم ملی فوتبال مالی بازی کرده‌است.